# FO4
FO4 (acrónimo del inglés fanout of 4) es un concepto utilizado en diseño microelectrónico que alude a la condición que se da cuando una puerta lógica, típicamente un inversor, tiene su salida conectada a cuatro puertas lógicas idénticas a ella (o a una carga capacitiva equivalente). 
El interés de esta estructura circuital consiste en que, en una cadena de inversores, cuando cada etapa está cargada con el cuádruplo de su capacidad, el retardo de propagación es muy cercano al mínimo posible. Se trata de un resultado derivado de la teoría del esfuerzo lógico.
El retardo F04, es decir, el retardo de propagación de un inversor con una carga que es el cuádruple de la suya propia, suele utilizarse como forma informal de caracterizar la velocidad de una librería de celdas o de una tecnología. Como cálculo muy aproximado, el valor τ del inversor se puede estimar como 0,2·retardo FO4. El retardo FO4 en picosegundos, a su vez, es del orden de 1/3 o 1/2 de la longitud de canal en nanómetros.